# Dolphins
Les Dolphins sont un club professionnel australien de rugby à XIII basé à Redcliffe dans l'État du Queensland qui intègre la National Rugby League (NRL) à partir de la saison 2023. Il s'appuie sur l'existence du club des Redcliffe Dolphins créé en 1947 et disputant la Queensland Cup.

## Histoire
La National Rugby League décide d'incorporer à partir de la saison 2023 un dix-septième club dans son championnat. Plusieurs dossiers sont alors déposés. S'appuyant sur l’ancienneté des Redcliffe Dolphins, créé en 1947, un dossier nommé « Dolphins » est déposé. Il s'agit ainsi d'une candidature située dans l'État du Queensland à l'instar des Firehwaks (Eats Tigers de Brisbane) et des Jets Ipswich.
En octobre 2021, la NRL tranche en faveur de la candidature des Dolphins. Ces derniers ont alors plus d'une année pour constituer un effectif et embauche l'une des références au poste d'entraîneur du monde du rugby à XIII : Wayne Bennett. Il est épaulé en tant qu'adjoint par Kristian Woolf, venu de St Helens en Angleterre et dominant la Super League. Au fil de l'année 2022, de nombreux joueurs donnent leurs accords pour prendre part aux débuts du club en NRL en 2023, ainsi le club enregistre les signatures de grands noms de NRL tels que Jesse Bromwich, Kenny Bromwich, Tom Gilbert, Jamayne Isaako, Robert Jennings, Felise Kaufusi, Brenko Lee, Edrick Lee, Jeremy Marshall-King, Anthony Milford, Kodi Nikorima et Jarrod Wallace.

## Bilan du club
| Année                                  | Année | Saison régulière | Saison régulière | Saison régulière | Saison régulière | Saison régulière | Saison régulière | Saison régulière | Saison régulière | Saison régulière | Phase finale | Phase finale | Phase finale | Phase finale | Phase finale | Phase finale | Phase finale |
| Année                                  | Année | Class.           | Points           | MJ               | V.               | N.               | D.               | B.               | Pp.              | Pc.              | Perf.        | MJ           | V.           | N.           | D.           | Pp.          | Pc.          |
| National Rugby League (dix-sept clubs) |       |                  |                  |                  |                  |                  |                  |                  |                  |                  |              |              |              |              |              |              |              |
| 2023                                   | 2023  | 13e              | 24               | 24               | 9                | 0                | 15               | 3                | 520              | 631              | Non qualifié | -            | -            | -            | -            | -            | -            |
| 2024                                   | 2024  | 10e              | 28               | 24               | 11               | 0                | 13               | 3                | 577              | 578              | Non qualifié | -            | -            | -            | -            | -            | -            |
| 2025                                   | 2025  | -                | -                | -                | -                | -                | -                | -                | -                | -                | -            | -            | -            | -            | -            | -            | -            |